# Рибейру, Жуана
Жуа́на Рибе́йру (порт. Joana Ribeiro, Пустой шаблон {{ВД-Преамбула}} ) — португальская актриса кино и телевидения, лауреат награды Shooting Stars Award, ежегодно вручаемой международной сетью European Film Promotion десяти перспективным европейским актёрам и актрисам в возрасте от 16 до 35 лет. Снималась в фильмах таких режиссёров, как Терри Гиллиам, Валерия Сармиенто, Марко Понтекорво и Антуан Фукуа.

## Биография
Родилась в семье инженера и женщины-ветеринара, с детства мечтала стать актрисой. Училась в монашеской школе и средней школе в лиссабонском районе Рештелу. В 2011 году поступила на Факультет архитектуры Технического университета Лиссабона, но вскоре оставила обучение, чтобы сосредоточиться на карьере актрисы.
В 2011 году отправилась в Нью-Йорк, чтобы окончить оплаченный родителями месячный курс актёрского мастерства в Нью-Йоркской киноакадемии. В 19 лет успешно прошла кинопробы (в которых приняли участие тысячи молодых кандидатов) для мыльной оперы (теленовеллы) «Время танцевать» (англ. Dancin’ Days, 2012—2013) телеканала SIC и дебютировала на телевидении. По словам актрисы, изначально она рассматривала другие варианты развития карьеры: «Меня не интересовало участие в мыльных операх, но благодаря поддержке родителей я всё же пошла на кастинг». За исполнение роли Марианы Ж. Рибейру была номинирована на португальскую премию «Золотой глобус» в номинации «Открытие года» (порт. Revelação do Ano, 2013).
В последующие годы актриса продолжила активно сниматься в транслируемых SIC теленовеллах — «Зимнее солнце» (порт. Sol de Inverno, 2013—2014), «Властительницы» (порт. Poderosas, 2015—2016) и «Страсть» (порт. Paixão, 2017—2018). Первым полнометражным киноопытом для Ж. Рибейру стала португало-французская драма Карлоса Сабоги «В неопределённый час» (2015). В 2017 году актриса исполнила роль Паулы де Одивелаш в сериале RTP «Мать Паула» — телевизионной адаптации одноимённой книги Патрисии Мюллер.
В 25-летнем возрасте Ж. Рибейру была приглашена для участия в съёмках фильма Терри Гиллиама «Человек, который убил Дон Кихота». 10 мая 2018 года картина Т. Гиллиама была утверждена в качестве фильма закрытия 71-м Каннского кинофестиваля.
В 2019 году актриса была задействована в пилотном эпизоде «Тёмной башни» — сериала Amazon Prime, вдохновлённого серией книг Стивена Кинга. В том же году на экраны вышел дебютный фильм португальского режиссёра Риты Нуньеш «Кривые линии», в котором Ж. Рибейру исполнила главную роль.
В 2020 году актрисе была присуждена награда Shooting Stars Award, ежегодно вручаемая международной сетью European Film Promotion десяти перспективным европейским актёрам и актрисам в возрасте от 16 до 35 лет. После ознакомления с кинодрамой «Кривые линии» эксперты программы European Shooting Stars распознали в актёрской игре Ж. Рибейру «завораживающую вселенную очарования и страсти, гнева и привязанности».
Очередными международными проектами для актрисы стали научно-фантастический фильм Антуана Фукуа «Бесконечность» с Марком Уолбергом в главной роли и криминальный триллер Стивена Финглтона «На пределе».
В 2021 году состоялась португальская премьера религиозной драмы Марко Понтекорво «Фатима», посвящённой Фатимским явлениям Девы Марии. Актёрский состав картины включает Харви Кейтеля (в роли профессора Николса), Сонию Брага (в роли Лусии Сантуш) и Ж. Рибейру (в роли Девы Марии).

## Фильмография

### Телевидение
| Годы      | Название                       | Роль                      | Канал    |
| --------- | ------------------------------ | ------------------------- | -------- |
| 2012—2013 | Время танцевать                | Мариана Корте-Реал        | SIC      |
| 2013—2014 | Зимнее солнце                  | Маргарида Телеш де Арагон | SIC      |
| 2015—2016 | Властительницы                 | Луиса Ногейра             | SIC      |
| 2017      | Мать Паула                     | Паула де Одивелаш         | RTP      |
| 2017—2018 | Страсть                        | Ана Рита Собрал           | SIC      |
| 2018—2019 | Сеть                           | Диана Фигейреду           | TVI      |
| 2019—2020 | Пленница                       | Тереса Кунья              | TVI      |
| 2020      | Тёмная башня (т/ф)             | Сусана Делгаду            | —        |
| 2021      | Слава                          | Урсула                    | Netflix  |
| 2021      | 5Starz                         | Селия                     | RTP      |
| 2021      | Чёрный блокнот                 | Шарлотта Корде            | RTP      |
| 2022      | Подводная лодка                | Инес де Пина              | Sky One  |
| 2022      | Человек, который упал на Землю | Лиза Домингес             | Showtime |
| 2022      | Тень — мать знает              | Камила                    | RTP      |
| 2023      | Лузитания                      | Елена, ренегатка          | RTP      |
| 2024      | Вуаль                          | Сандрина                  | Hulu     |
| 2024      | Роли английского языка         | Камила                    | Arte     |
| 2024      | Диалоги после конца            | Калипсо                   | Arte     |
| 2025      | Отсюда началось сопротивление  | Франсуаза                 | RTP      |
| 2024—2025 | Обещание                       | Вероника Роша             | SIC      |

### Кино
| Год  | Название                         | Роль                                   |
| ---- | -------------------------------- | -------------------------------------- |
| 2013 | Наследие тишины (к/м)            | Луиса                                  |
| 2015 | Бензин (к/м)                     |                                        |
| 2015 | В неопределённый час             | Илда                                   |
| 2017 | Костыли (к/м)                    | Таня                                   |
| 2018 | Человек, который убил Дон Кихота | Анхелика Фернандес                     |
| 2018 | Чёрный блокнот                   | Шарлотта Корде                         |
| 2019 | Португалия не продаётся          | Мариана                                |
| 2019 | Кривые линии                     | Луиса Рибейру                          |
| 2020 | Фатима                           | Дева Мария                             |
| 2020 | Нить алой слюны                  | Брюнетка 1 и 2 / Топаз / Сестра Астрид |
| 2021 | Тень                             | Камила                                 |
| 2021 | Бесконечность                    | Леона                                  |
| 2021 | На пределе                       | София                                  |
| 2022 | Сивилла                          | Германа                                |
| 2023 | Первая эпоха                     |                                        |
| 2023 | Из серого (к/м)                  | Лаура                                  |
| 2023 | Диалоги после конца              | Калипсо                                |
| 2024 | Роли английского языка           | Камила                                 |
| 2024 | Мечтая о львах                   | Иса                                    |

## Награды и номинации
| Год  | Награда                                           | Номинация                                           | Фильм(ы)                                          | Результат                                         |
| ---- | ------------------------------------------------- | --------------------------------------------------- | ------------------------------------------------- | ------------------------------------------------- |
| 2013 | Золотой глобус (Португалия)                       | Открытие года                                       | «Время танцевать»                                 | Номинация                                         |
| 2016 | CinEuphoria Awards                                | Лучший ансамбль — Национальный конкурс              | «В неопределённый час»                            | Номинация                                         |
| 2019 | CinEuphoria Awards                                | Лучший ансамбль — Национальный конкурс              | «Чёрный блокнот»                                  | Номинация                                         |
| 2020 | Shooting Star Award фонда European Film Promotion | Shooting Star Award фонда European Film Promotion   | Shooting Star Award фонда European Film Promotion | Shooting Star Award фонда European Film Promotion |
| 2022 | CinEuphoria Awards                                | Лучший ансамбль — Национальный конкурс              | «Нить алой слюны»                                 | Номинация                                         |
| 2022 | CinEuphoria Awards                                | Лучшая актриса второго плана — Национальный конкурс | «Нить алой слюны»                                 | Номинация                                         |
| 2022 | CinEuphoria Awards                                | Лучший ансамбль — Национальный конкурс              | «Тень — мать знает»                               | Номинация                                         |